# خبرخوان

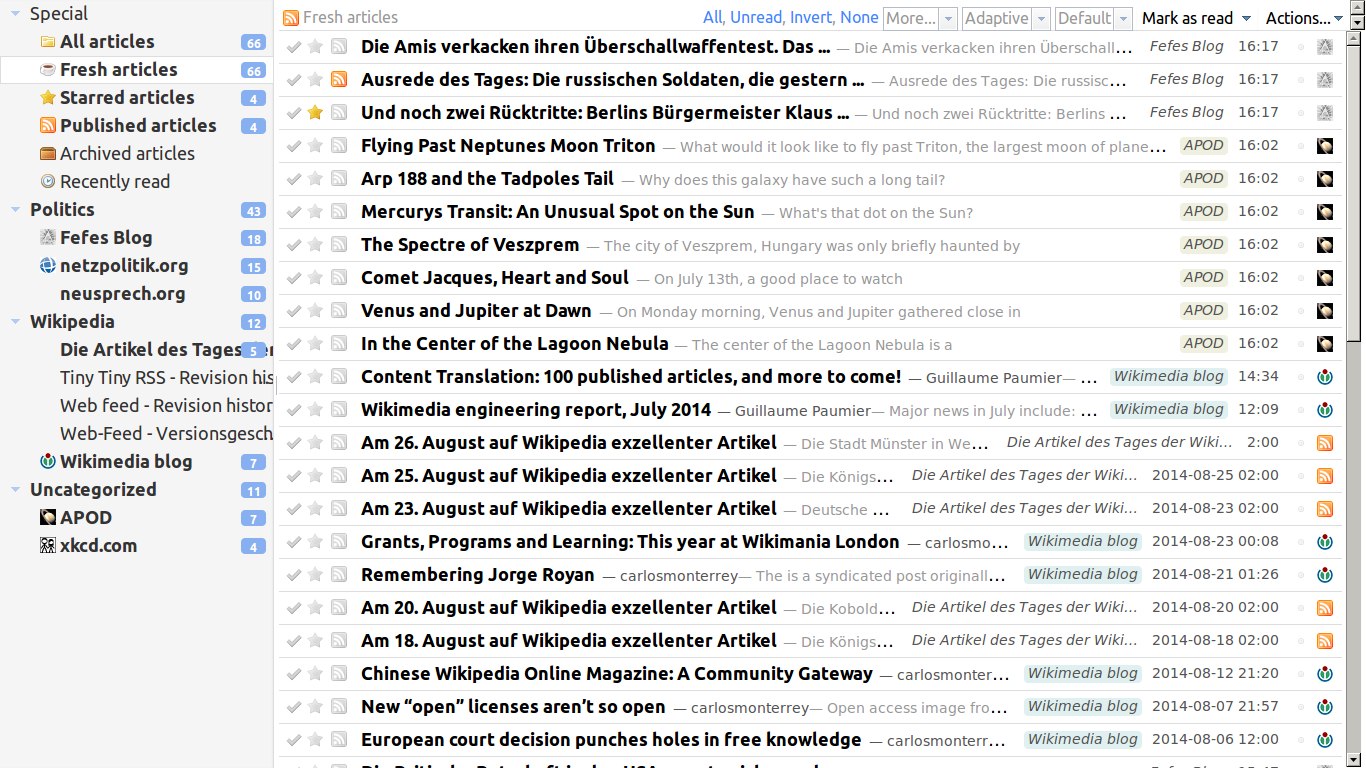
نصبtiny tiny RSSبا رابط انگلیسی

برنامهٔ خوراک‌خوان یا فیدخوان یا خبرخوان به نرم‌افزارهایی گفته می‌شود که می‌توانند درونمایه‌های تازه‌ای که به خوراک افزوده شده‌است را دریافت کنند و آن را به کاربر نمایش دهند.

## انواع خبرخوان
خبرخوان‌ها نیز انواع گوناگونی دارند

### خبرخوان‌های تحت سیستم عامل
به نرم‌افزارهایی که تحت سیستم عامل مثلاً ویندوز یا مک کار می‌کنند و بعد از اجرا شدن کاربر می‌تواند آدرس فید مورد نظر خود را به آن اضافه کرده و اخبار یا محتوای فید را در آن مطالعه کند

### خبرخوان‌های تحت وب
این دسته از خبرخوان‌ها بر دو گونه هستند:
- برخی از وب سایت‌ها محتوای فیدی را که کاربر به آن معرفی می‌کند را به نمایش می گذارد.

خوراک خوان گوگل (گوگل ریدر)، (به انگلیسی: Bloglines) از این دسته‌اند. گوگل ریدر نیز مدتی پیش به فعالیت خود خاتمه داد.
- دسته‌ی دیگر خبرخوان‌هایی هستند که فیدهای خود را خود انتخاب می‌کنند.